# Claudia Schiffer
Claudia Maria Schiffer (Rheinberg, Nordrhein-Westfalen, 25 de agosto de 1970), é uma supermodelo, designer de moda, empresária e atriz alemã. Tornou-se uma das figuras mais icônicas da moda nos anos 1990. Com mais de mil capas de revistas publicadas, Schiffer se consolidou como uma das modelos mais bem-sucedidas da história.

## Início de vida e descoberta
Claudia Schiffer nasceu em Rheinberg, uma pequena cidade na Renânia do Norte-Vestfália, Alemanha. Filha de Heinz Schiffer, um advogado de negócios, e Gudrun Schiffer, cresceu com três irmãos. Inicialmente, desejava seguir a carreira jurídica como seu pai, mas foi descoberta por um agente da agência Metropolitan Models em uma boate de Düsseldorf aos 17 anos.

## Carreira
Claudia iniciou sua carreira em Paris, onde realizou seu primeiro ensaio para a revista Elle. Ganhou projeção internacional ao estrelar uma campanha da marca Guess em 1989, fotografada por Ellen von Unwerth, o que a consolidou como um símbolo sensual e sofisticado da moda.
No início da década de 1990, tornou-se musa de Karl Lagerfeld e passou a representar a Chanel em passarelas e campanhas. Desfilou para grandes grifes como Versace, Valentino, Dior, Dolce & Gabbana e Yves Saint Laurent. Foi capa de revistas como Vogue, Elle, Harper’s Bazaar e Cosmopolitan em mais de mil edições, número reconhecido como recorde pela imprensa internacional.
Em 1992, assinou um contrato milionário com a Revlon, tornando-se uma das modelos mais bem pagas do mundo.

## Negócios e moda
Fora das passarelas, Claudia lançou uma linha de roupas de cashmere em 2011 em parceria com a designer Iris von Arnim. Em 2017, colaborou com a marca Aquazzura para uma linha de calçados, e em 2020 lançou a coleção de cerâmica Cloudy Butterflies com a marca portuguesa Bordallo Pinheiro. Em 2024, lançou a coleção “Gudrun”, em homenagem à sua mãe.
Schiffer também se envolveu com produções audiovisuais de moda, calendários, vídeos de exercícios e campanhas comerciais. Em 2021, lançou o livro Captivate!, com curadoria de imagens da era das supermodelos nos anos 1990, apresentado junto a uma exposição em Londres.

## Carreira no cinema e televisão
Embora tenha focado sua carreira principalmente na moda, Claudia Schiffer atuou em diversos filmes, incluindo Richie Rich (1994), The Blackout (1997), Zoolander (2001) e Love Actually (2003). Também apareceu em séries de televisão como Arrested Development e Dharma & Greg, além de videoclipes musicais, como o da música "Say It Isn't So" do Bon Jovi.

## Vida pessoal
Foi noiva do mágico David Copperfield entre 1994 e 1999. Em 25 de maio de 2002, casou-se com o cineasta britânico Matthew Vaughn. O casal tem três filhos: Caspar (2003), Clementine (2004) e Cosima (2010).
Claudia e a família residem em Suffolk, Inglaterra, em uma mansão de estilo Tudor do século XVI. Em entrevistas, Schiffer revelou que a casa é "habitada por fantasmas amigáveis".

## Estilo de vida e imagem pública
Conhecida por seu profissionalismo e disciplina, Claudia mantém uma rotina saudável com alimentação equilibrada, evitando álcool e alimentos processados. Pratica exercícios como barrecore, técnica que combina ioga, pilates e balé.
É frequentemente mencionada como símbolo da moda clássica dos anos 1990 e um ícone de elegância. Seu patrimônio líquido é estimado em cerca de US$ 70 milhões.

## Legado
Schiffer é considerada uma das modelos mais influentes da história da moda. Em 2020, ganhou uma versão da boneca Barbie em sua homenagem. Sua influência continua presente em campanhas, exposições e coleções de moda que celebram a estética dos anos 1990 e o surgimento das supermodelos.